# 大島の流儀
大島の流儀（おおしまのりゅうぎ）は、的山大島で行われている棒術を表芸とする武術の流派である。平戸市大島村（的山大島）の五集落七地区で伝承されている。
1986年3月31日、長崎県平戸市指定無形民俗文化財に指定された。

## 歴史
江戸時代から明治期にかけて、的山大島に伝えられた棒術の流儀である。平戸藩の藩校である維新館で行われていた修業科目の一つで、下級武士や仲間・農民などの棒捕手の技といわれている。
武芸伝承の性格を色濃く残しながら、「花杖」と称して後継者に伝承されている。

## 各地区の流儀
流儀が伝承されているのは西神浦、前平、西宇土、大根坂、的山の五集落七地区である。
西神浦
大山引大流
天下新無相流
前平東
天下新無相流
前平川畑東
真刀流
前平神山西
大山引大流
天下新無相流
西宇土
天下新無相流
大根坂
真刀流
天下新無相流
的山
天下新無相流

## 平戸市指定文化財
昭和61年3月31日に平戸市の市指定文化財に指定された。
- 西神浦流儀　　　　西神浦流儀保存会
- 前平東流儀　　　　前平東流儀保存会
- 前平川畑・東流儀　前平川畑流儀保存会
- 前平神山・西流儀　前平神山・西流儀保存会
- 西宇戸流儀　　　　西宇戸流儀保存会
- 大根坂流儀　　　　大根坂流儀保存会
- 的山流儀　　　　　的山流儀保存会